# Federazione pallavolistica della Siria
La Federazione siriana di pallavolo (eng. Syrian Arab Volleyball Federation, SAVF) è un'organizzazione fondata per governare la pratica della pallavolo in Siria.
Organizza il campionato maschile e femminile, e pone sotto la propria egida la nazionale maschile e femminile.
Ha aderito alla FIVB nel 1955.